# José Mosquera Crisson
José Armando Mosquera Crisson (Campo de la Cruz, 24 de agosto de 1986) es un exbeisbolista y entrenador colombiano que fue mánager de Caimanes de Barranquilla en la Liga Colombiana de Béisbol Profesional. 

## Trayectoria
Fue contratado como agente libre internacional por los Dodgers de Los Ángeles en 2004 y pasó un tiempo en el sistema de ligas menores de los Piratas de Pittsburgh .  En dos temporadas con los Piratas de la VSL de la Liga de Verano de Venezuela, bateó .240/.462/.281. También lideró la liga en HBP en 2005, con 18, a pesar de jugar sólo 39 partidos. 
En 2016, se convirtió en explorador de los Piratas.  Entrenó a los DSL Pirates 2 de la Liga de Verano Dominicana en 2019 y dirigió a los DSL Pirates Gold en 2021. Mosquera también dirigió a los Piratas de la FCL de la Florida Complex League en 2022 y 2023.
Dirigió a la selección nacional de Colombia en los Juegos Centroamericanos y del Caribe de 2018 a una medalla de bronce, 72 años después de su última medalla de béisbol en los Juegos Centroamericanos y del Caribe .  También entrenó al equipo en los Juegos Panamericanos de 2019 y en las eliminatorias olímpicas de verano de 2020.   Mosquera fue entrenador de banca de Colombia en el Clásico Mundial de Béisbol 2023.
El 15 de junio de 2024, fue nombrado el próximo mánager de la selección nacional de Colombia para las eliminatorias al Clásico Mundial de Béisbol de 2026, que se realizarán en marzo de 2025. 